# 现任江苏省地级行政区行政长官列表

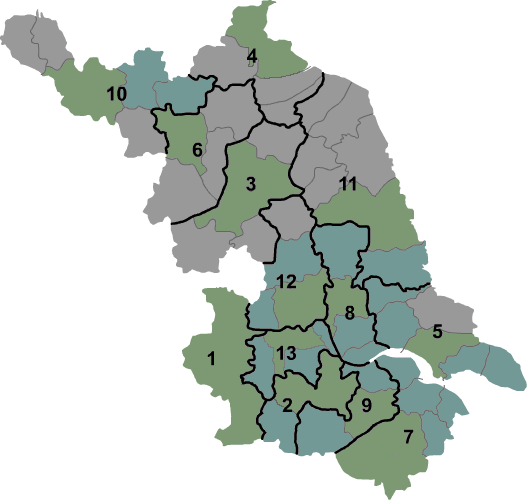
以江苏省地級行政區來劃分，
具體請見：「江苏省」條目，
「行政區劃」章節

本列表列出中華人民共和國江苏省13個地級行政區的現任人民政府市長。該省的1個副省級市、12個地級市的人民政府市長均由唯一執政黨中國共產黨的黨員出任，是該市政治建制內，僅次於中共該市委員會書記的「二把手」，而且此職由該市黨委排名第一的副書記擔任成了一種趨勢。
現任地級行政區行政首長之中，有2位是女性，即常州市人民政府市长盛蕾和泰州市人民政府市长万闻华；任职时间最长的是镇江市人民政府市长徐曙海，自2020年6月29日起任职，迄今5年；任职时间最短的是扬州市人民政府市长郑海涛和盐城市人民政府市长严汉平，自2025年7月22日起任职，迄今0个月。

## 副省级市人民政府市長
| 副省级市人民政府 （历任市长） | 市长   | 上任日期 （任职时间） | 出生年月 | 信息源 |
| ----------------------------- | ------ | --------------------- | -------- | ------ |
| 南京市人民政府 （市长列表）   | 空缺中 | 不適用                | 不適用   | [ 1 ]  |

## 地級市人民政府市長
| 地级市人民政府 （历任市长）   | 市长          | 上任日期 （任职时间）       | 出生年月            | 信息源 |
| ----------------------------- | ------------- | --------------------------- | ------------------- | ------ |
| 无锡市人民政府 （市长列表）   | 蒋锋          | 2025年7月17日 （0个月）     | 1972年7月 （53歲）  | [ 2 ]  |
| 徐州市人民政府 （市长列表）   | 王剑锋        | 2021年7月30日 （3年11个月） | 1967年8月 （57歲）  | [ 3 ]  |
| 常州市人民政府 （市长列表）   | 盛蕾 （女）   | 2021年7月30日 （3年11个月） | 1972年11月 （52歲） | [ 4 ]  |
| 苏州市人民政府 （市长列表）   | 吴庆文        | 2021年9月2日 （3年10个月）  | 1972年1月 （53歲）  | [ 5 ]  |
| 南通市人民政府 （市长列表）   | 吴新明        | 2021年9月3日 （3年10个月）  | 1969年6月 （56歲）  | [ 6 ]  |
| 连云港市人民政府 （市长列表） | 邢正军        | 2022年7月31日 （2年11个月） | 1971年3月 （54歲）  | [ 7 ]  |
| 淮安市人民政府 （市长列表）   | 顾坤          | 2023年7月8日 （2年）        | 1976年1月 （49歲）  | [ 8 ]  |
| 盐城市人民政府 （市长列表）   | 严汉平        | 2025年7月22日 （0个月）     | 1974年11月 （50歲） | [ 9 ]  |
| 扬州市人民政府 （市长列表）   | 郑海涛        | 2025年7月22日 （0个月）     | 1975年1月 （50歲）  | [ 10 ] |
| 镇江市人民政府 （市长列表）   | 徐曙海        | 2020年6月29日 （5年）       | 1968年7月 （57歲）  | [ 11 ] |
| 泰州市人民政府 （市长列表）   | 万闻华 （女） | 2021年8月2日 （3年11个月）  | 1974年7月 （51歲）  | [ 12 ] |
| 宿迁市人民政府 （市长列表）   | 刘浩          | 2023年5月12日 （2年2个月）  | 1973年5月 （52歲）  | [ 13 ] |